# Heteropsammia cochlea
Heteropsammia cochlea är en korallart som först beskrevs av Lorenz Spengler 1781.  Heteropsammia cochlea ingår i släktet Heteropsammia och familjen Dendrophylliidae. IUCN kategoriserar arten globalt som livskraftig. Inga underarter finns listade i Catalogue of Life.